# Festival international de musique de F. L. Vek
Le Festival international de musique de F. L. Vek (en tchèque : Mezinárodní hudební festival F. L. Věka) est un festival de musique classique dans la région de Hradec Králové en Tchéquie.
Le Festival international de musique de FL Vek a été fondé en 2011 à Dobruška, au nom de la personnalité František Vladislav Hek, originaire de Dobruška, patriote, écrivain, musicien et compositeur. Alois Jirásek avait utilisé l'autobiographie de Hek dans le roman FL Věk, filmé par la télévision tchèque. Le festival a eu lieu sous les auspices de nombreuses personnalités tchèques (Jiří Bělohlávek). L'organisateur est MAS Pohoda venkova et la ville de Dobruška, le directeur artistique est Pavel Svoboda.

## Lieu de concerts
Le festival a lieu à :
- Église du Saint-Esprit, Dobruška
- Église Saint-Venceslas, Dobruška
- Husův sbor, Dobruška
- Salle d'exposition de la société Servisbal Obaly, Dobruška
- Maison de la culture à Solnice
- Église de Saint Procope, Přepychy
- Église Sainte-Marie-Madeleine, Deštné v Orlických horách
- Église évangélique, Bohuslavice
- Château d'Opočno

## Solistes et orchestres
Radek Baborák : Cor français. Jiří Bárta : Violoncelle. Iva Kramperová, Ivan Ženatý, Josef Špaček, Václav Hudeček : Violon. Jaroslav Tuma, Pavel Svoboda : Orgue. Kateřina Englichová : Harpe. Ludmila Peterková : Clarinette. Michiyo Keiko (Japon), Raffaella Milanesi (Italy) : Soprano. Pavel Steidl : Guitare. Quatuor Bennewitz, Orchestre Barocco semper giovane, Orchestre philharmonique de chambre tchèque Pardubice, Talich Philharmonia Prague, Boni Pueri, Chœur tchèque des garçons, Orchestre d'instruments d'époque Collegium 1704 avec le chef Václav Luks.

## Premières
Il y a des premières mondiales qui ont été composées pour le festival :
- 2011 Luboš Sluka : Méditation pour violon et orgue
- 2012 L'œuvre chorale Žákovská koleda de la compositrice Sylvie Bodorová et le spectacle sur František Vladislav Hek présenté par le narrateur Alfred Strejček.

## Prix du festival international de musique FL Věk
Le projet du prix du festival international de musique FL Věk vise à récompenser une personne dont les activités ou les réalisations artistiques ont contribué à la culture de la région.
Le prix 2012 a été décerné au professeur Václav Rabas, l'organiste et directeur fondateur du Conservatoire de Pardubice. Václav Rabas a accepté le prix des mains du sénateur Miluše Horská. Cet événement a également été suivi par Luboš Sluka - compositeur, qui est le titulaire de ce prix 2011.